# Basílica de Santa Pràxedes
La Basílica de Santa Pràxedes (en italià, Santa Prassede) és una basílica de Roma, a prop de la Basílica de Santa Maria Major. Entre les relíquies destaca el pilar on hauria estat Jesús de Natzaret durant la flagel·lació i tortura.

## Història
L'església, en la seva forma actual, va ser un encàrrec del papa Adrià I al voltant del 780 i es va construir a sobre de les restes d'una estructura del segle v. Va ser dissenyada per a guardar les relíquies de les santes Pràxedes i Pudenciana, les filles de sant Prudenci, tradicionalment el primer convers cristià de Pau de Tars a Roma. Les dues santes van ser assassinades per proporcionar un enterrament cristià als primers màrtirs desafiant la llei romana.
La basílica va ser ampliada i decorada pel papa Pasqual I al voltant del 822. Aquest papa, que va regnar entre 817 i 824, seguint l'ideari de Carlemany, tenia la intenció de tornar als fonaments del Cristianisme teològicament i artística. Per això va iniciar la recuperació d'ossos de màrtirs de Roma i la construcció de diverses esglésies. En aquesta església es guarden moltes relíquies per aquest motiu. Els mosaics de l'església són de gran valor.

## Pilar de Jesús

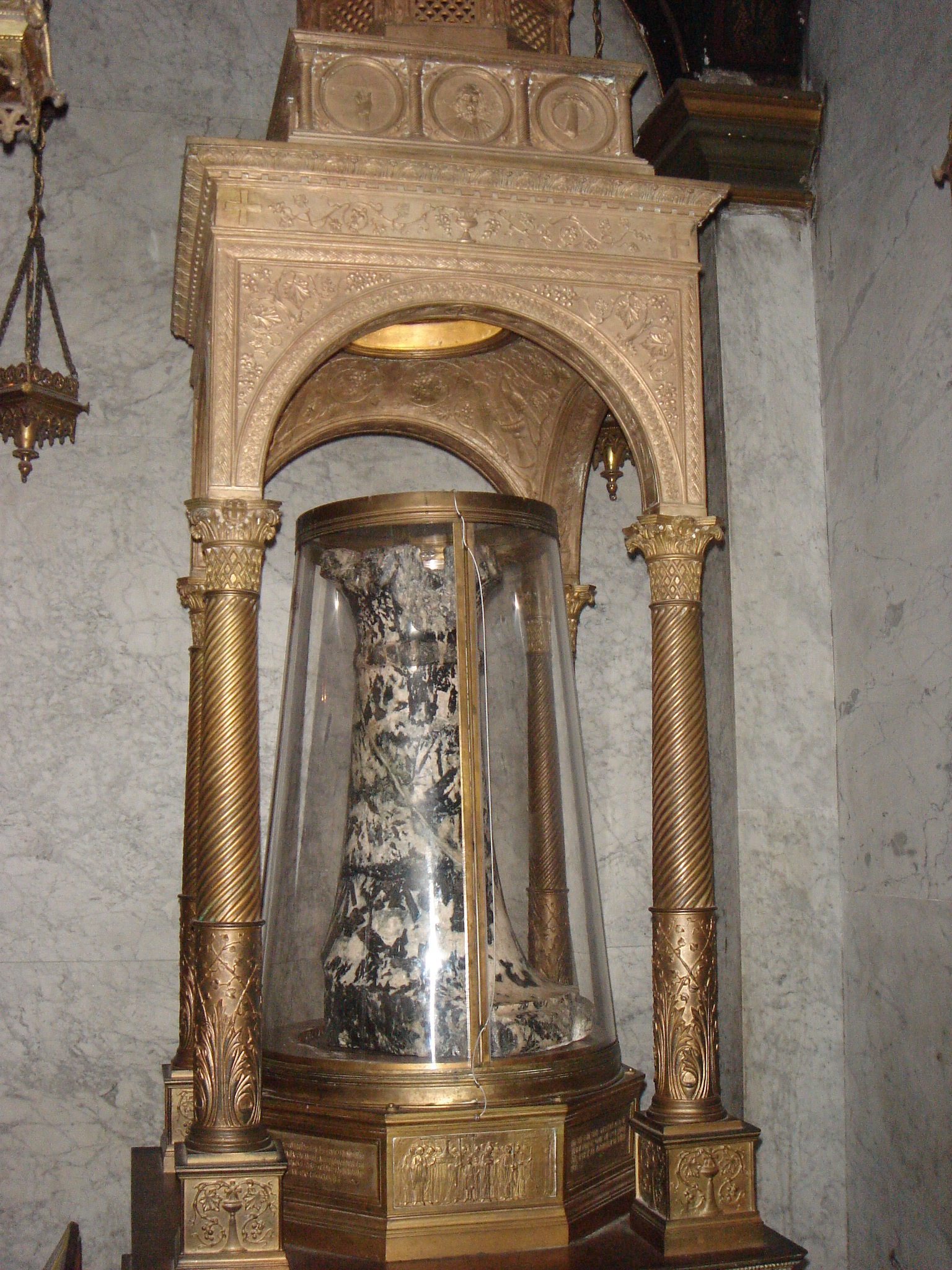
Pilar que es considera que va ser on Jesús patí la flagel·lació

Entre les relíquies del temple destaca el pilar on hauria estat Jesús de Natzaret durant la flagel·lació i tortura abans de la crucifixió de Jesús a Jerusalem. La relíquia es trobà a principis del segle IV per santa Helena, mare de Constantí I el Gran, que quan va fer vuitanta anys va peregrinar a Terra Santa per a fundar esglésies i recollir relíquies associades a la crucifixió de Jesús al Gòlgota. Per això va trobar altres relíquies, algunes de les quals es van traslladar a altres esglésies. Actualment a Santa Pràxedes hi ha fusta del petit llit de Jesús.